# آدیله ساندروک
آدیله ساندروک (آلمانی: Adele Sandrock; ۱۹ اوت ۱۸۶۳ – ۳۰ اوت ۱۹۳۷) بازیگر اهل آلمان بود.

## فیلم‌شناسی
- آمفیتروئون
- دکتر مابوزه: قمارباز
- رسوایی اوا
- هلنا
- زندانی پادشاه
- ماریتزا
- ترور
- پلنگ سیاه
- والس دانوب
- شهر یک هزار خوشی